# Olainfarm
Olainfarm és una empresa de Letònia que cotitza a la borsa de valors NASDAQ OMX Riga amb l'elaboració de substàncies farmacèutiques, ingredients químics i ingredients farmacèutics actius. Products of JSC Olainfarm s'exporten a més de 35 països, inclosos els Estats bàltics, Rússia, països escandinaus, els països d'Europa occidental i l'Àsia, així com Amèrica del Nord i Austràlia.
La companyia va ser fundada el 1972 com a empresa estatal «Olaines ķīmiski – farmaceitiskā rūpnīca». L'objectiu principal de la fundació de la companyia era garantir substàncies farmacèutiques i semiproductes per al seu acabament a diverses plantes de fabricació farmacèutica de la Unió Soviètica. Com a resultat de la privatització el 1997, la companyia es va reorganitzar en una societat anònima i les seves accions es cotitzen en borsa. A partir de l'1 de desembre de 2006, les accions de JSC Olainfarm s'enumeren a la llista principal de la borsa NASDAQ OMX Riga.